# Países Bajos en los Juegos Olímpicos de Pekín 2022
Los Países Bajos estuvieron representados en los Juegos Olímpicos de Pekín 2022 por un total de 41 deportistas que competirán en 7 deportes. Responsable del equipo olímpico es el Comité Olímpico Neerlandés, así como las federaciones deportivas nacionales de cada deporte con participación.
Los portadores de la bandera en la ceremonia de apertura fueron el patinador de velocidad Kjeld Nuis y la patinadora artística Lindsay van Zundert.

## Medallistas
El equipo olímpico neerlandés obtuvo las siguientes medallas:
| Nombre                                                            | Deporte                              | Competición               |
| ----------------------------------------------------------------- | ------------------------------------ | ------------------------- |
| Oro                                                               |                                      |                           |
| Thomas Krol                                                       | Patinaje de velocidad                | 1000 m M                  |
| Kjeld Nuis                                                        | Patinaje de velocidad                | 1500 m M                  |
| Ireen Wüst                                                        | Patinaje de velocidad                | 1500 m F                  |
| Irene Schouten                                                    | Patinaje de velocidad                | 3000 m F                  |
| Irene Schouten                                                    | Patinaje de velocidad                | 5000 m F                  |
| Irene Schouten                                                    | Patinaje de velocidad                | Salida en grupo F         |
| Suzanne Schulting                                                 | Patinaje de velocidad en pista corta | 1000 m F                  |
| Suzanne Schulting Selma Poutsma Xandra Velzeboer Yara van Kerkhof | Patinaje de velocidad en pista corta | Relevo F                  |
| Plata                                                             |                                      |                           |
| Thomas Krol                                                       | Patinaje de velocidad                | 1500 m M                  |
| Patrick Roest                                                     | Patinaje de velocidad                | 5000 m M                  |
| Patrick Roest                                                     | Patinaje de velocidad                | 10 000 m M                |
| Jutta Leerdam                                                     | Patinaje de velocidad                | 1000 m F                  |
| Suzanne Schulting                                                 | Patinaje de velocidad en pista corta | 500 m F                   |
| Bronce                                                            |                                      |                           |
| Antoinette de Jong                                                | Patinaje de velocidad                | 1500 m F                  |
| Marijke Groenewoud Irene Schouten Ireen Wüst                      | Patinaje de velocidad                | Persecución por equipos F |
| Suzanne Schulting                                                 | Patinaje de velocidad en pista corta | 1500 m F                  |
| Kimberley Bos                                                     | Skeleton                             | Individual F              |